# Liste d'établissements d'enseignement de Belgrade
Voici une liste d'établissements d'enseignements situés à Belgrade, la capitale de la Serbie :

## Universités
- Université de Belgrade
- Université des arts
- Université Singidunum, privée -
- Université européenne de Belgrade -
- Université Megatrend, privée
- Université Alpha, privée
- European University in Belgrade -
- Académie de Police -
- Académie militaire

## Lycées
- le Premier lycée de Belgrade
- le Troisième lycée de Belgrade
- le Cinquième lycée de Belgrade
- le Huitième lycée de Belgrade
- le Neuvième lycée de Belgrade Mihailo Petrovic Alas
- le Dixième lycée de Belgrade
- le Douzième lycée de Belgrade
- le Quinzième lycée de Belgrade
- le Lycée mathématique
- le Lycée philologique
- le Lycée de Zemun
- l'École Française de Belgrade
- l'International School of Belgrade